# Eremedaille van de President van de Republiek
De naam Eremedaille van de President van de Republiek (Frans: Médaille du Président de la République) wordt soms aan de Eremedaille van de Minister van Buitenlandse Zaken gegeven omdat deze onderscheiding in bijzondere gevallen door de Franse president wordt toegekend. Het uiterlijk van deze Franse eremedaille is in beide gevallen gelijk.